# Seryu-dong
Seryu-dong (koreanska: 세류동) är en stadsdel i staden Suwon i provinsen Gyeonggi i den nordvästra delen av Sydkorea, 30 km söder om huvudstaden Seoul. Den ligger i stadsdistriktet Gwonseon-gu.

## Indelning
Administrativt är Seryu-dong indelat i:
| Namn    | Namn              | Yta km² | Invånare 31 dec 2020 |
| ------- | ----------------- | ------- | -------------------- |
| 세류1동 | Seryu 1(il)-dong  | 0,93    | 11 772               |
| 세류2동 | Seryu 2(i)-dong   | 3,58    | 26 068               |
| 세류3동 | Seryu 3(sam)-dong | 1,29    | 20 673               |